# Хлопчики малюють
«Хлопчики малюють» (швед. Ritande gossar) — картина шведської художниці Софі Рибинг, створена у 1864 році.

## Опис
Картина була намальована олійними фарбами на полотні і має розміри 91,5 x 79 см.
|                       | Хлопчики малюють ... Це одна з найкращих робіт не тільки в творчості Софі Рибинг, але й в образотворчому мистецтві Швеції середини XIX століття. «Хлопчики малюють» — повсякденний реалізм з жанровими мотивами, котрі шведські художники опанували у Дюссельдорфі, а потім застосували в Швеції. М'яке світло, що падає на хлопчиків, створило стриману і спокійну атмосферу, котра дозволяє краще концентруватися на зображенні. |
| — Крістофер Арвідссон | |

## Зберігання
Картина була куплена Гетеборзьким мистецьким об'єднанням для Гетеборзького музею мистецтва у 1886.